# Мој Михаел
Мој Михаел (енгл. My Michael) (хебр. מיכאל שלי Mikha'el sheli) је роман израелског књижевника Амоса Оза (енгл. Amos Oz) (1939 – 2018) објављен 1968. године. Издање на српском језику објавила је издавачка кућа „Лагуна“ 2011. године у преводу Жермен Филиповић.

## О аутору
Амос Оз је рођен као Амос Клауснер у Јерусалиму 1939. године. На Хебрејском универзитету је студирао филозофију и књижевност. Најпознатија дела Амоса Оза су преведена на четрдесет два језика за која је добио многа међународна признања и награде.
Дела:
- аутор двадесет романа од којих су најпознатији Црна кутија, Познавати жену, Фима, Не одлази ноћас, Исто море, Мој Михаел, Јуда;
- аутобиографија Прича о љубави и тами;
- збирка прича Где шакали завијају;
- документарна прозна дела На тлу Израела, Падине Либана, Израел, Палестина и мир и Почетак приче.

Писао је есеје о политици, књижевности и миру за часописе "Davar", "Yedioth Ahronoth", "New York Review of Books" као и многе друге светске новине.
Амос Оз је преминуо 2018. године.

## О делу
Књига Мој Михаел је љубавна прича смештена у Јерусалим пре Суецке кризе. Говори о браку Хане Гонен са Михаелом, о њеном постепеном удаљавању од мужа и повлачењу у лични свет маште и потиснутих жеља.
Писац описује како би му Хана, његова интелигентна, досадна и све нестабилнија нараторка, „диктирала“ речи које чине њену причу, док је седео у скученом тоалету свог дома у кибуцу и писао до касно у ноћ.
Хана прича о томе како је упознала Михаела, студента геологије који јој постаје муж, и о њиховом животу у Јерусалиму 50-их година. Обоје су млади и нису емоционално спремни за брак. Ограничена финансијски, усамљена и незаинтересована за свој ближи свет, Хана је принуђена да напусти своје студије књижевности, док Михаел, на свој прозаичан начин, наставља да ради на томе да постане универзитетски предавач и да се бори у арапско-израелском рату.
Након кратког времена испоставља се да су супружници сушта супротност: муж је систематичан, разложан, посвећен усавршавању, али и спреман да пружи све од себе да његова породица живи што боље. Труди се да усрећи нестабилну и импулсивну Хану, али иако проучава тектонске поремећаје земље, не препознаје и не може да разуме оне дубинске потресе у Ханином бићу. Хана, млада жена, талентована, маштовита, лабилна природа, тражи више од традиционалног брака, предвидљивих дешавања, једноличне свакодневице у материјалној оскудици у земљи која је поприште сталних сукоба. Хана машта о истинском сусрету два бића, љубави која покреће на велике ствари, остварење младалачких идеала. Искреност и отвореност којом се Хана обраћа, приповедајући о љубави која је нестала тако да се читаоцу чини да је никада није ни било, преноси на читаоца да и он саосећа и пати док она доживљава депресивне епизоде и предавање фантазији, из којих је не може повратити ни мужевљева приврженост нити материнска љубав према сину.
Књига садржи и одломке са фантазијама о пару близанаца које је Хана познавала у младости. У њеним замислима, њих троје су ратници против неименованог непријатеља, који се насилно играју у пустињи и мору. Ови одломци су увучени међу описе стварности, које је Оз сликовито пренео.
Артур Милер је о књизи записао: „прекрасно дело огромне дубине које ћемо памтити као лирску песму посвећену народу пишчеве земље и као дирљиву љубавну причу“.